# 덱 (자료 구조)
덱(deque, "deck"과 발음이 같음 ← double-ended queue)은 양쪽 끝에서 삽입과 삭제가 모두 가능한 자료 구조의 한 형태이다.
두 개의 포인터를 사용하여, 양쪽에서 삭제와 삽입을 발생시킬 수 있다. 큐와 스택을 합친 형태로 생각할 수 있다.

## 덱의 종류
1. 스크롤 - 입력이 한쪽 끝으로만 가능하도록 설정한 덱(입력 제한 덱)
2. 셸프 - 출력이 한쪽 끝으로만 가능하도록 설정한 덱(출력 제한 덱)

## 같이 보기
- 파이프 (유닉스)
- 우선순위 큐